# Monte Corona (Gruppo di Brenta)
Il Monte Corona (2562 m s.l.m.) è un monte delle Dolomiti di Brenta nelle Alpi Retiche meridionali. Si trova nella catena orientale del Sottogruppo della Campa, in Val di Non, nel Parco naturale Adamello Brenta.

## Descrizione

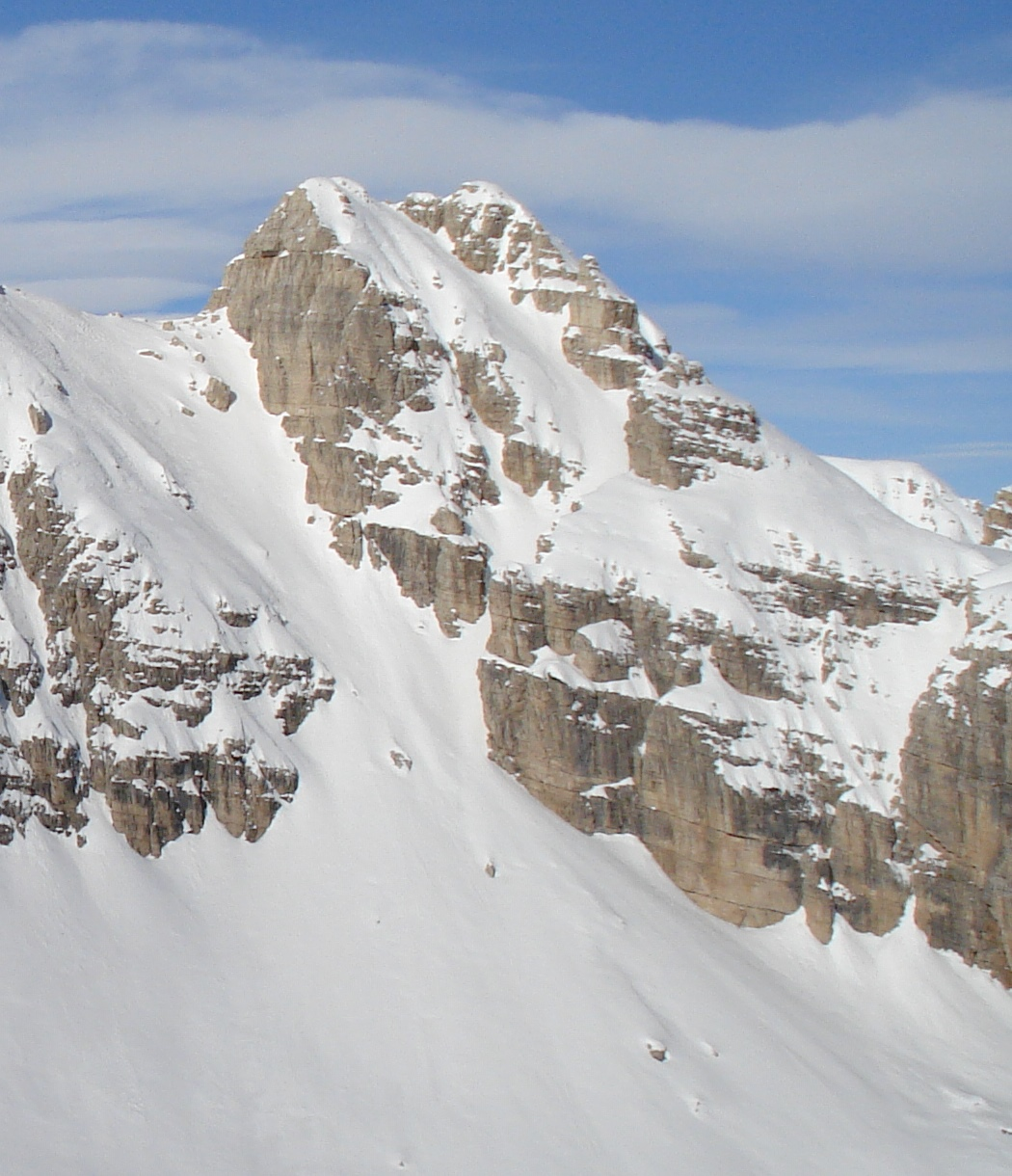
Veduta invernale del Monte Corona da Sud-Est

Si tratta della cima più alta della catena orientale della Campa, è situata all'incirca nel mezzo della costiera, tra il Passo Corona e la Bocchetta della Sporata.
Questa cima è caratterizzata dalle due punte, presenta inoltre delle piccole pareti sul lato Ovest e quello Sud.

## Accessi
- Da Malga Spora (1851 m) si raggiunge la Sella del Montòz (2327 m) seguendo le indicazioni del sentiero SAT 338. Da qui si arriva in 30 minuti al Passo Corona (2515 m) e proseguendo ancora si raggiunge la Cima Sud. (Ore: 2.15, da Malga Spora).[1]

## Traversate
- Da Monte Corona è possibile raggiungere il Croz del Re seguendo la cresta, in una facile arrampicata. (Ore: 1.30).[1]